# Яснозорье (Черкасская область)
Яснозо́рье (укр. Яснозір'я) — село в Черкасском районе Черкасской области Украины.
Почтовый индекс — 19616. Телефонный код — 472.

## Население
Население по переписи 2001 года составляло 3695 человек.

### Языковой состав
Родной язык населения по данным переписи 2001 года:
| Язык       | Численность, чел. | Доля     |
| ---------- | ----------------- | -------- |
| Украинский | 3 632             | 98,30 %  |
| Русский    | 61                | 1,65 %   |
| Другое     | 2                 | 0,05 %   |
| Итого      | 3 695             | 100,00 % |

## Местный совет
19616, Черкасская обл., Черкасский р-н, с. Яснозорье, ул. Шевченка, 17

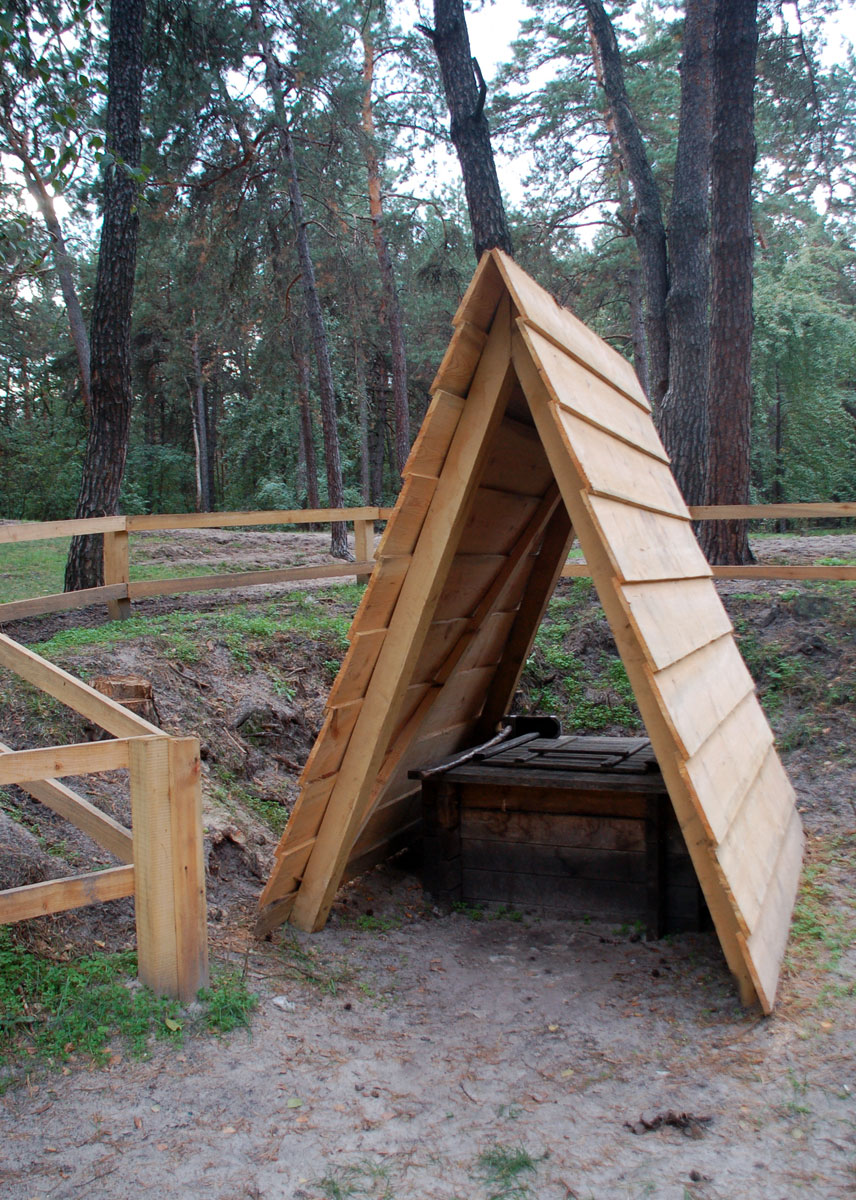
Родничок в лесу.
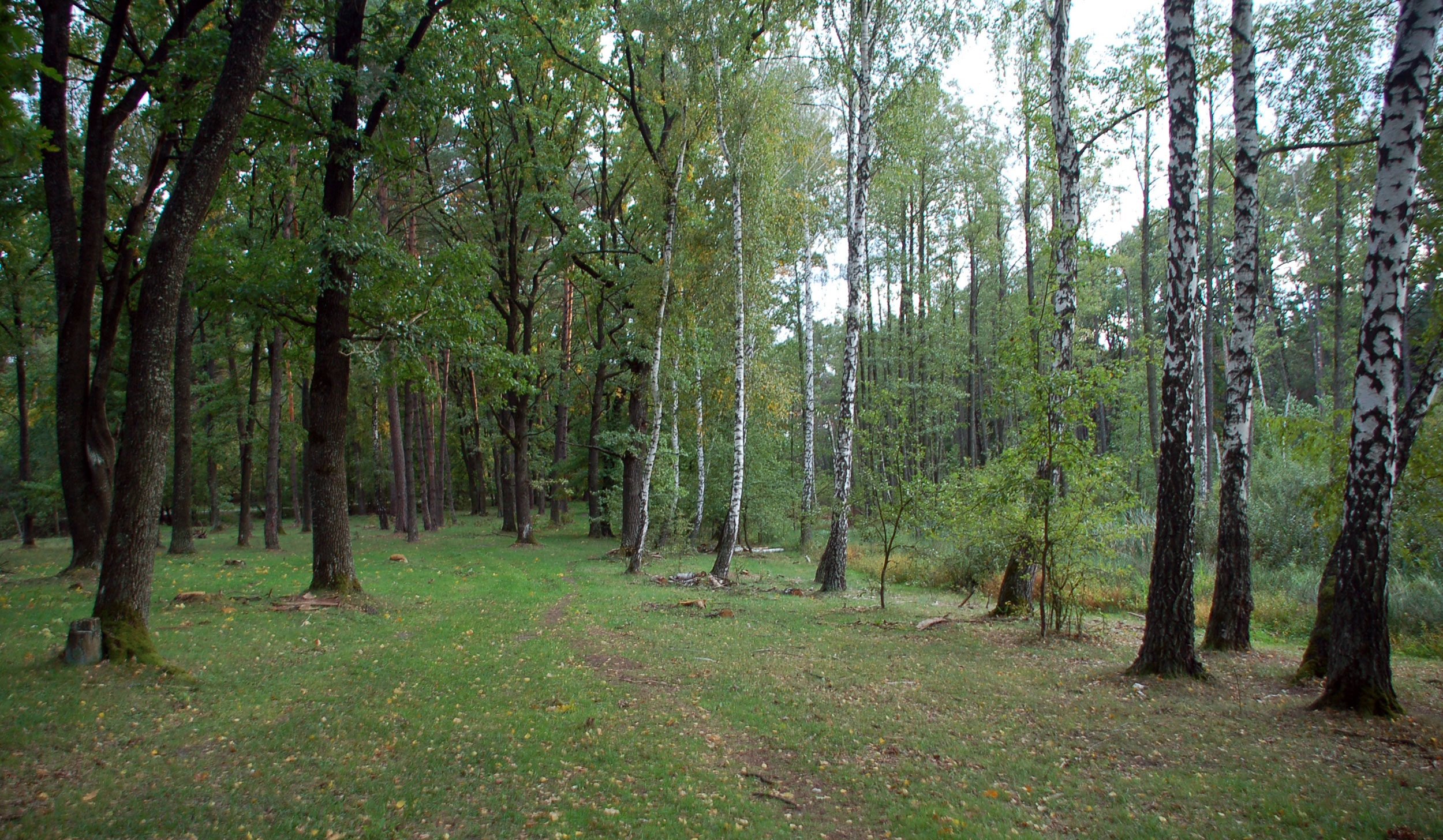
Лес.
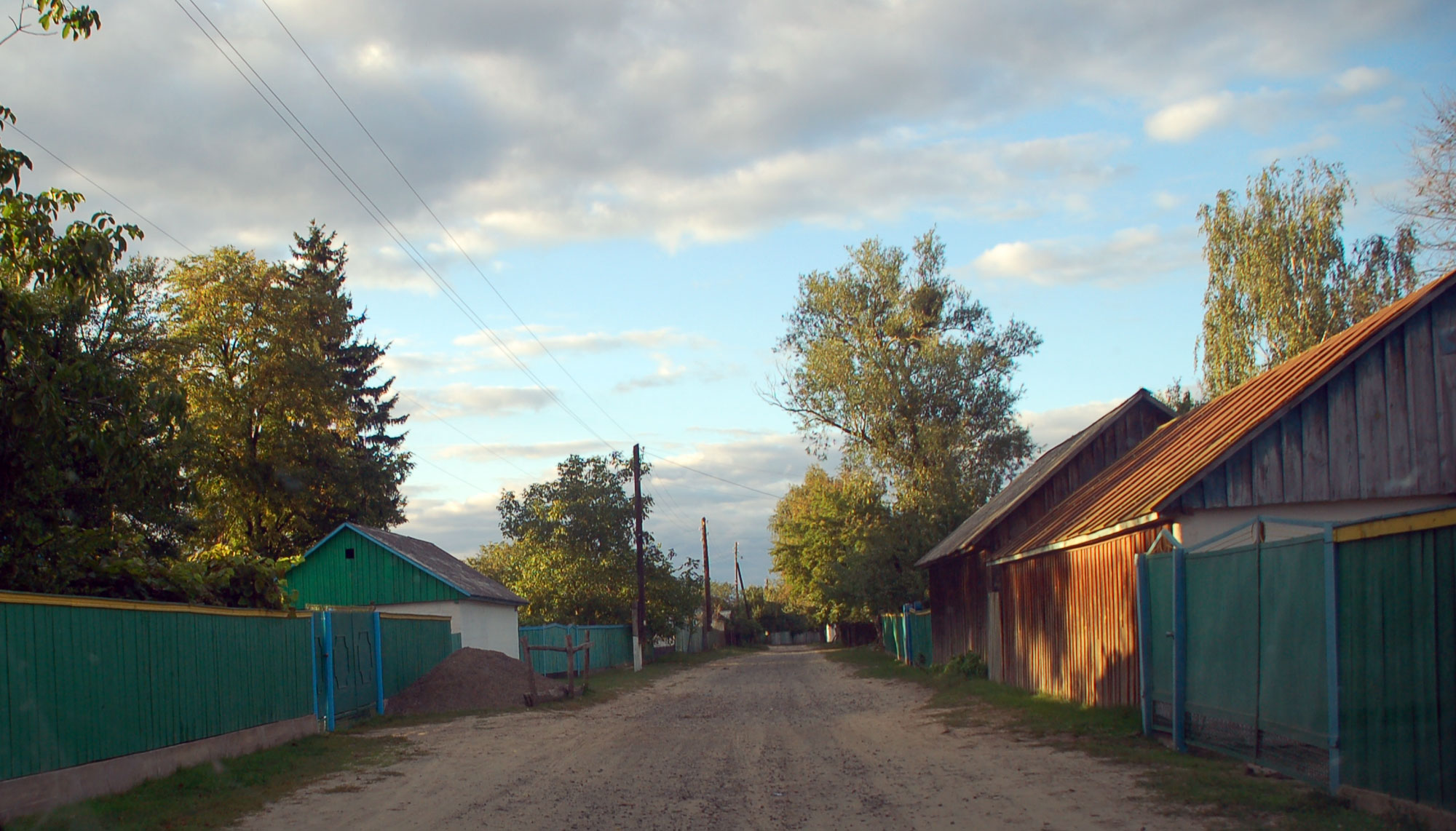
Сельская улица.
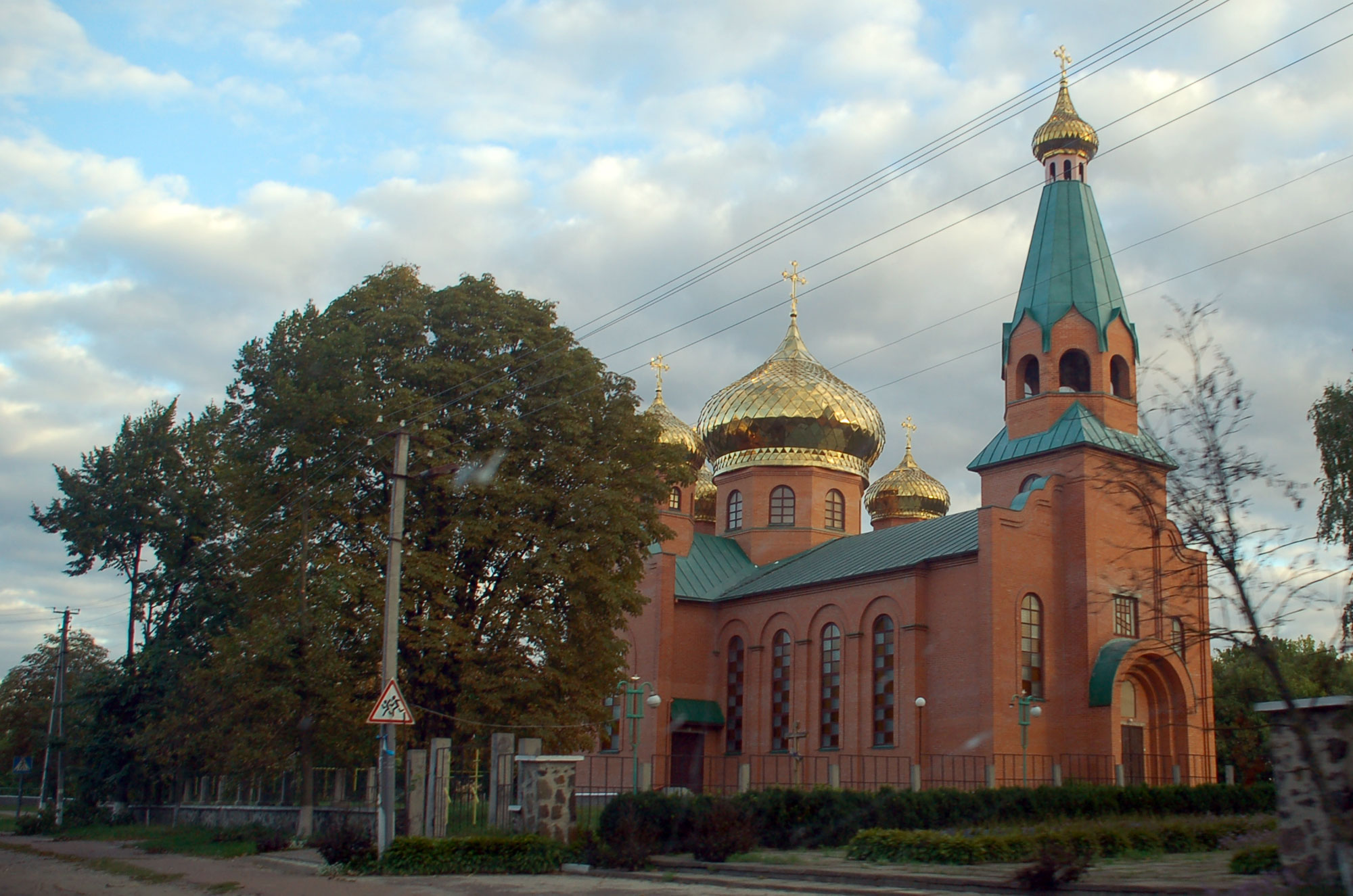
Церковь.